# Element Eighty
Elementer Eighty é uma banda de nu metal dos Estados Unidos formada em 2000 em Tyler, Texas.
O nome da banda “Element Eighty” [e80/Ee] (Elemento oitenta) caso seja procurado na tabela periódica é o mercúrio (nome do primeiro álbum da banda) o qual é o metal líquido mais pesado, sendo assim “o metal diferente mais pesado”.

## História
A banda foi formada em 1997, em 2003 com uma nova formação (novo Baixista Zack Bates) conseguiram contrato com a gravadora Universal/Replublic Records. Dave Galloway disse uma vez: “Já vimos muitas bandas irem e vir, não são muitas as bandas que podem dizer que aguentaram e ainda estão juntas como nós.”

### Element Eighty (2003)
Ao assinar o contrato com a Universal/Replublic Records (“Aquele foi um dia incrível para nós.” disse Ryan Carroll) a banda lança seu CD “Element Eighty - Element Eighty” em 28 de outubro.
A banda logo entra em turnê ao lado de bandas como: Ill Niño, Sevendust, Flaw, 40 Below Summer, Mushroomhead, entre outras. Após vários meses de turnê a banda percebeu que não havia nenhum vídeo, nenhuma promoção, nenhum tipo de interesse em levar a banda para um outro nível, então a banda resolveu voltar as origens.
Eles demitiram seu agente e resolveram voltar ao trabalho independente, mas o baixista (Roon na época) decide deixar a banda, e é aí que entra o atual baixista. “Os últimos meses foram realmente difíceis para a banda, mas colocar Zack foi realmente inovador, nem tivemos que ouvir outros baixistas” (Dave Galloway), “Estou contente que agora eu posso me jogar de cabeça com os rapazes. Nós estamos escrevendo muitas coisas boas agora, e eu não posso esperar até que as pessoas ouçam.” Disse Bates.

### The Bear (2005)
Agora armados com um novo som e um novo material a banda volta com o Produtor Eric Delegard, o homem que definiu o som do Element Eighty. Com Eric Delegard por trás da mesa, Element Eighty grava seu mais novo álbum intitulado “The Bear” (O Urso) do qual foi lançado em 5 de novembro. “Não poderíamos estar mais felizes com esse trabalho.” diz Woods. “A nova direção que tomamos está nos deixando realmente excitados e esperamos o mesmo para todos nossos fãs.”
Element Eighty está de volta com um novo integrante, um novo som e um novo propósito.

### Retorno
Element Eighty se reuniu em 2021 depois de se separar relutantemente em 2009 devido a circunstâncias de vida opressivas.
 Depois que eles se separaram, todos os membros continuaram em suas próprias jornadas musicais; shows constantes com uma variedade de atos de sucesso e projetos solo. 
Após um silêncio de 12 anos, Element Eighty decidiu que 2021 era hora de um lançamento completo e começou a trabalhar em um novo álbum com lançamento previsto para 2023.
Eles lançaram uma nova versão de sua música "Ego" em 3 de dezembro de 2021, e lançou o single "Mountain" em 9 de setembro de 2022.  
Após 14 anos, a banda finalmente lançou o tão esperado novo álbum “AD” em 23 de junho de 2023.

## Integrantes
- David Galloway – vocal
- Matt Woods – guitarra
- Zack Bates – baixo
- Ryan Carroll – bateria

## Discografia
- 2001: Mercuric – independente
- 2003: Element Eighty – Universal/Republic
- 2005: The Bear – Texas Cries
- 2023: AD - Element Eighty